# Кука (комуна, Арджеш)
Кука (рум. Cuca) — комуна у повіті Арджеш в Румунії. До складу комуни входять такі села (дані про населення за 2002 рік):
- Белцата (38 осіб)
- Бербелань (78 осіб)
- Валя-Кучій (118 осіб)
- Воніджаса (52 особи)
- Кирчешть (288 осіб)
- Коту (117 осіб)
- Крівецу (97 осіб)
- Кука (435 осіб)
- Леунеле-де-Сус (202 особи)
- Мекей (105 осіб)
- Менешть (49 осіб)
- Стенічей (53 особи)
- Сінешть (391 особа)
- Теодорешть (324 особи)

Комуна розташована на відстані 138 км на північний захід від Бухареста, 30 км на північний захід від Пітешть, 90 км на північний схід від Крайови, 114 км на південний захід від Брашова.

## Населення
За даними перепису населення 2002 року у комуні проживали 2347 осіб.
Національний склад населення комуни:
| Національність   | Кількість осіб | Відсоток |
| ---------------- | -------------- | -------- |
| румуни           | 2346           | > 99,9%  |
| росіяни-липовани | 1              | < 0,1%   |

Рідною мовою назвали:
| Мова      | Кількість осіб | Відсоток |
| --------- | -------------- | -------- |
| румунська | 2346           | > 99,9%  |
| російська | 1              | < 0,1%   |

Склад населення комуни за віросповіданням:
| Релігія     | Кількість осіб | Відсоток |
| ----------- | -------------- | -------- |
| православні | 2339           | 99,7%    |
| реформати   | 6              | 0,3%     |

## Зовнішні посилання
- Дані про комуну Кука на сайті Ghidul Primăriilor